# Fraktion im Europäischen Parlament
|                      |               |                                      |            |
| Abkürzung            | Abkürzung     | Ausrichtung                          | Mitglieder |
|                      | EVP           | Christdemokraten, Konservative       | 188        |
|                      | S&D           | Sozialdemokraten, Sozialisten        | 136        |
|                      | PfE           | Nationalisten, Rechtspopulisten      | 86         |
|                      | EKR           | Konservative, EU-Skeptiker           | 80         |
|                      | Renew         | Liberale, Zentristen                 | 75         |
|                      | Grüne/EFA     | Grüne, Regionalisten                 | 53         |
|                      | Die Linke     | Linke, Kommunisten, Linkssozialisten | 46         |
|                      | ESN           | Souveränisten, Rechtsextremisten     | 27         |
|                      | Fraktionslose | Fraktionslose                        | 28         |
| Stand: 25. März 2025 |               |                                      |            |

Die Fraktionen des Europäischen Parlaments setzen sich aus Europaabgeordneten (MdEP) mit ähnlichen politischen Ansichten zusammen. Das Europäische Parlament (EP) zeichnet sich unter den existierenden supranationalen Institutionen dadurch aus, dass es nicht entlang nationaler Gruppen, sondern anhand weltanschaulicher Fraktionen organisiert ist. In der Wahlperiode 2024 bis 2029 sind dies acht Fraktionen, 28 Abgeordnete sind fraktionslos.
Im Allgemeinen bilden sich die Fraktionen aus den Abgeordneten einer oder mehrerer Europaparteien. Dazu kommen Abgeordnete, die keiner europäischen Partei angehören.

## Anforderungen zur Bildung einer Fraktion
Die Konstituierung als Fraktion bringt den Abgeordneten verschiedene Vorteile, insbesondere weitere finanzielle Zuwendungen und ergänzende parlamentarische Rechte wie etwa die Möglichkeit zur Einbringung von Beschlussvorlagen.
Die Anforderungen zur Bildung einer Fraktion im Europäischen Parlament sind in Artikel 32 der Geschäftsordnung des Europäischen Parlaments niedergelegt. Demnach waren seit 2009 mindestens 25 Abgeordnete aus mindestens einem Viertel (d. h. sieben) der Mitgliedstaaten erforderlich. Aktuell sind 23 Abgeordnete aus sieben Mitgliedsstaaten. Dies entspricht einer Mindestgröße einer Fraktion von 3,3 % aller Sitze. Eine Mitgliedschaft in zwei Fraktionen ist nicht möglich. Sollte eine Fraktion im Verlauf einer Legislaturperiode durch den Austritt von Mitgliedern kleiner werden, so darf sie den Fraktionsstatus weiter behalten, sofern sie noch Mitglieder aus mindestens einem Fünftel (d. h. sechs) der Mitgliedstaaten hat und zuvor mindestens ein Jahr lang als Fraktion existierte.
Die Mindestanforderungen an eine Fraktion wurden mehrmals angepasst, unter anderem auf Grund der Vergrößerung des Parlaments. Bis 1999 konnte eine Fraktion aus Abgeordneten eines Landes bestehen (1994 mindestens 26 Abgeordnete). So hatte die Fraktion Forza Europa (1994–1995) nur Abgeordnete aus Italien. Die Mindestzahlen waren nach Anzahl beteiligter Länder gestaffelt: 23 Abgeordnete aus zwei Ländern, 18 Abgeordnete aus drei Ländern oder 14 Abgeordnete aus vier Ländern. 1999 wurde als Mindestanforderung Abgeordnete aus zwei Ländern vereinbart. 2007 betrug die Mindestanforderung 20 Abgeordnete aus einem Fünftel der Mitgliedstaaten, also sechs Ländern. Nach der Bildung der – allerdings sowieso kurzlebigen – rechtsextremen Fraktion ITS wurde die Mindestanforderung nach der Europawahl 2009 auf Initiative der beiden größten Fraktionen (EVP-ED und SPE) auf 25 Mitglieder (das entspricht 3,5 % der Abgeordneten) aus einem Viertel der Länder, d. h. sieben Staaten, verschärft. Diese Verschärfung der Anforderungen sollte die Bildung links- und rechtsradikaler Fraktionen erschweren und eine Zersplitterung des Parlaments in viele Kleinstfraktionen verhindern.
Darüber hinaus müssen Fraktionen eine gemeinsame weltanschauliche Ausrichtung besitzen, es kann daher keine „gemischten“ oder „technischen“ Fraktionen geben, durch die sich fraktionslose Abgeordnete zu dem Zweck zusammenschließen könnten, sich die Privilegien des Fraktionsstatus zu sichern, ohne tatsächlich gemeinsam zu arbeiten. Eine solche gemischte Fraktion existierte bis 2001, wurde dann aber nach einem Urteil des Europäischen Gerichtshofs aufgelöst. Ob die Parteien einer Fraktion tatsächlich eine gemeinsame Weltanschauung vertreten, wird vom Parlamentspräsidium jedoch im Regelfall nicht geprüft. Nur wenn die Fraktionsmitglieder selbst ihre politische Zusammengehörigkeit verneinen, kann dies ein Grund für die Auflösung der Fraktion sein.

## Organisation der Fraktionen
Im Europäischen Parlament besteht kein Fraktionszwang und die Fraktionsdisziplin ist deutlich geringer ausgeprägt als in den meisten nationalen Parlamenten in der EU. Dies bewirkt, dass es traditionell häufig zu einem uneinheitlichen Abstimmungsverhalten innerhalb der Fraktionen kommt, da etwa einzelne Abgeordnete oder Landesgruppen vom Mehrheitsverhalten der Fraktion abweichen. Allerdings hat die Einheitlichkeit innerhalb der Fraktionen seit den Kompetenzerweiterungen und der „Professionalisierung“ des Parlaments in den neunziger Jahren deutlich zugenommen.
Jede Fraktion ernennt einen Fraktionsvorsitzenden (der meist „Präsident“, „Koordinator“ oder „Sprecher“ genannt wird), der die Standpunkte der Fraktion nach außen vertritt. Die Vorstände der verschiedenen Fraktionen bilden zusammen mit dem Präsidenten des Europäischen Parlamentes die so genannte „Konferenz der Präsidenten“, die unter anderem die Tagesordnung der Parlamentssitzungen entwirft.
Viele Fraktionen stützen sich auf eine oder mehrere Europaparteien, zum Beispiel die Fraktion der EVP oder die Fraktion Grüne/EFA. Praktisch alle Fraktionen haben jedoch auch Mitglieder, die auf Europaebene ohne Partei sind.
In jenen Fraktionen, die sich aus mehreren Europaparteien zusammensetzen, gibt es meist noch eigene Arbeitsgruppen, die jeweils die Abgeordneten derselben Europapartei umfassen. Unterhalb der Fraktionsebene organisieren sich die Abgeordneten meist in nationalen Delegationen, die jeweils die Mitglieder einer nationalen Partei umfassen. Die Delegationsleiter sind üblicherweise die Spitzenkandidaten der jeweiligen Partei bei der Europawahl.

## Aktuelle Fraktionen im Europäischen Parlament
Das bei der Europawahl 2024 gewählte Parlament trat am 16. Juli 2024 erstmals zusammen. Es haben sich acht Fraktionen gebildet:
| Fraktion | Fraktion                                                       | Beteiligte Europaparteien                                                                     | Vorsitzende(r)                                  | Gründung | Mitglieder | Beteiligte Länder |
| -------- | -------------------------------------------------------------- | --------------------------------------------------------------------------------------------- | ----------------------------------------------- | -------- | ---------- | ----------------- |
|          | Fraktion der Europäischen Volkspartei (Christdemokraten) (EVP) | Europäische Volkspartei (EVP) ECPP; EFA                                                       | Manfred Weber                                   | 1952     | 188        | 27                |
|          | Progressive Allianz der Sozialdemokraten (S&D)                 | Sozialdemokratische Partei Europas (SPE)                                                      | Iratxe García Pérez                             | 1952     | 136        | 25                |
|          | Patrioten für Europa (PfE)                                     | Patriots.eu (P.eu) ECPP                                                                       | Jordan Bardella                                 | 2024     | 86         | 13                |
|          | Europäische Konservative und Reformer (EKR)                    | Partei Europäische Konservative und Reformer (EKR) EFA; ECPP                                  | Nicola Procaccini, Joachim Stanisław Brudziński | 2009     | 80         | 19                |
|          | Renew Europe (Renew)                                           | Allianz der Liberalen und Demokraten für Europa (ALDE) Europäische Demokratische Partei (EDP) | Valérie Hayer                                   | 2019     | 75         | 20                |
|          | Die Grünen/Europäische Freie Allianz (Grüne/EFA)               | Europäische Grüne Partei (EGP) Volt Europa Europäische Freie Allianz (EFA) PPEU               | Terry Reintke, Bas Eickhout                     | 1999     | 53         | 17                |
|          | Die Linke im Europäischen Parlament – GUE/NGL (Die Linke)      | Allianz der Europäischen Linken (AEL) Partei der Europäischen Linken (EL) APEU; EFA           | Manon Aubry, Martin Schirdewan                  | 1995     | 46         | 13                |
|          | Europa der Souveränen Nationen (ESN)                           | Europa der Souveränen Nationen (ESN)                                                          | René Aust, Stanisław Tyszka                     | 2024     | 27         | 8                 |
|          | Abgeordnete ohne Fraktion                                      | ECA; EL; ECPP                                                                                 | —                                               | —        | 28         | 9                 |
| Vakant   | Vakant                                                         |                                                                                               |                                                 |          | 1          | 1                 |
| Summe    | Summe                                                          |                                                                                               |                                                 |          | 720        | 27                |

Dabei finden sich Abgeordnete sowohl aus den Ländern Deutschland, Österreich und Luxemburg als auch aus den deutschsprachigen Regionen Südtirol (Italien) und Deutschsprachige Gemeinschaft (DG, Belgien) in folgenden Fraktionen:
| Fraktion  | Fraktion     | Deutschland                                  | Österreich | Luxemburg  | Südtirol | DG       |
| --------- | ------------ | -------------------------------------------- | ---------- | ---------- | -------- | -------- |
|           | EVP          | 31 (23 CDU, 6 CSU, je 1 Familie, ÖDP)        | 05 (ÖVP)   | 02 (CSV)   | 01 (SVP) | 01 (CSP) |
|           | S&D          | 14 (SPD)                                     | 05 (SPÖ)   | 01 (LSAP)  | 0—       | 0—       |
|           | Grüne/EFA    | 15 (12 Grüne, 3 Volt)                        | 02 (Grüne) | 01 (Gréng) | 0—       | 0—       |
|           | ESN          | 15 (AfD)                                     | 0—         | 0—         | 0—       | 0—       |
|           | Renew        | 08 (5 FDP, 3 Freie Wähler)                   | 02 (NEOS)  | 01 (DP)    | 0—       | 0—       |
|           | PfE          | 0—                                           | 06 (FPÖ)   | 0—         | 0—       | 0—       |
|           | Die Linke    | 04 (3 Linke, 1 Tierschutzpartei)             | 0—         | 0—         | 0—       | 0—       |
|           | EKR          | 0—                                           | 0—         | 01 (ADR)   | 0—       | 0—       |
|           | fraktionslos | 9 (5 BSW, 2 Die PARTEI, je 1 PDF, parteilos) | 0—         | 0—         | 0—       | 0—       |
| Insgesamt | Insgesamt    | 96                                           | 20         | 6          | 1        | 1        |

## Koalitionen
Da das Europäische Parlament – anders als nationale Parlamente – keine Regierung im traditionellen Sinn wählt, ist die Gegenüberstellung von Regierungskoalition und Oppositionsfraktionen hier weniger stark ausgeprägt. Statt Konfrontation herrscht zwischen den großen Fraktionen ein weitgehender Konsens. Auch hat bisher noch niemals eine einzelne Fraktion eine absolute Mehrheit im Europäischen Parlament gestellt; allerdings gab es bis 2019 stets eine Mehrheit von 50 bis 70 % für die „Große Koalition“ aus der konservativ-christdemokratischen EVP und der sozialdemokratischen S&D. Diese Fraktionen dominieren daher traditionell das Geschehen. Bis 1999 stellten die Sozialdemokraten die größte Fraktion, seither die EVP.
Diese informelle Große Koalition wird noch verstärkt durch die institutionellen Regelungen für die EU-Rechtsetzung: Da im ordentlichen Gesetzgebungsverfahren für die Verabschiedung eines Beschlusses in zweiter Lesung jeweils eine absolute Mehrheit der gewählten (nicht der anwesenden) Mitglieder des Europäischen Parlaments notwendig ist, können im Parlament faktisch nur EVP und S&D gemeinsam die notwendigen Mehrheiten organisieren. Kleinere Koalitionen müssten es schaffen, dass regelmäßig fast alle Abgeordneten der Koalitionsfraktionen an den Plenarsitzungen teilnehmen, was im parlamentarischen Alltag kaum möglich ist.
Ein deutliches Kennzeichen der informellen Großen Koalition ist auch ihre Vereinbarung, das fünfjährige Mandat des Parlamentspräsidenten aufzuteilen, sodass das Parlament jeweils für die Hälfte der Legislaturperiode von einem Sozialdemokraten und für die andere Hälfte von einem EVP-Mitglied geleitet wird. Allerdings ist die Große Koalition nach wie vor nicht formalisiert, es gibt weder einen Koalitionsvertrag noch ein festes gemeinsames „Regierungsprogramm“. Im Arbeitsalltag des Europäischen Parlaments werden Entscheidungen daher, auch wegen des nicht vorhandenen Fraktionszwangs, weiterhin mit wechselnden Mehrheiten aus verschiedenen Fraktionen getroffen, wenn auch fast immer ausgehend von einem Kompromiss zwischen EVP und S&D.
Die Praxis der Großen Koalition wird von den Mitgliedern der kleineren Fraktionen, insbesondere von Liberalen und Grüne/EFA, kritisiert. Während der Legislaturperiode 1999–2004 kam es infolge des Korruptionsskandals um die Kommission Santer zu einem Bruch der Großen Koalition und einer Kooperation zwischen EVP und Liberalen. Bei der Diskussion um die Ernennung von Rocco Buttiglione zum Justizkommissar im Jahr 2004 distanzierten sich EVP und Liberale allerdings wieder voneinander, sodass es – trotz der Differenzen zwischen EVP und S&D – letztlich zu einer neuen informellen „Großen Koalition“ kam. Vor den Europawahlen 2009 kündigte Graham Watson, der Fraktionsvorsitzende der Liberalen, sein Ziel an, in der nächsten Legislaturperiode mit seiner Fraktion an einer stabilen Koalition mit EVP oder S&D teilzuhaben. Allerdings ließ das Wahlergebnis keine solche „kleine Koalition“ zu, da weder EVP und ALDE noch S&D und ALDE allein eine Mehrheit besitzen.

## Geschichte
Die ersten drei Fraktionen bildeten sich bereits in den ersten Tagen nach Gründung des Europäischen Parlaments 1952. Dabei handelte es sich um die Sozialdemokratische Fraktion (heute Progressive Allianz der Sozialdemokraten, S&D), die Christdemokratische Fraktion (heute EVP) und die Fraktion der Liberalen und Nahestehenden (aus der die Partei ELDR hervorging, die heute Teil der Renew-Fraktion ist). Offizieller Teil des Parlaments wurden sie im Jahr 1953 mit der Verabschiedung der ersten Geschäftsordnung des Europäischen Parlaments. Ein wichtiger Punkt hierbei war die Wahl des ersten Parlamentspräsidenten. Der Belgier Paul-Henri Spaak erklärte seine Bereitschaft zur Kandidatur gegen Heinrich von Brentano nur unter der Bedingung, dass alle sozialistischen Vertreter in der Versammlung geschlossen für ihn stimmten. Dies hat die Bildung von Fraktionen verstärkt, was Spaak später auch in seiner Rolle als Präsident förderte.
In der weiteren Entwicklung des Parlaments entstanden neue Fraktionen. Nationalkonservative gaullistische Abgeordnete aus Frankreich traten 1965 aus der Liberalen Fraktion aus und gründeten die Fraktion der Europäischen Demokratischen Union (nicht zu verwechseln mit dem gleichnamigen christdemokratisch-konservativen Parteibündnis EDU, das 1978 gegründet wurde). Diese existierte unter verschiedenen Namen und mit unterschiedlichen Mitgliedsparteien weiter und bildete den Kern der UEN, die bis 2009 existierte. Einen Sonderfall bildete die italienische Partei Forza Italia, die 1994/95 mehrere Monate lang eine eigene Fraktion namens Forza Europa bildete, ehe sie sich zunächst der UEN und 1999 der EVP anschloss.
Nach dem Beitritt von Dänemark und Großbritannien entstand 1973 die Konservative Fraktion, die sich 1979 in die Fraktion der Europäischen Demokraten (ED) umbenannte und von 1992 bis 2009 mit der EVP zur EVP-ED-Fraktion vereinigte. Nach der Europawahl 2009 traten die ED-Parteien aus dieser gemeinsamen Fraktion aus und gründeten zusammen mit ehemaligen UEN-Mitgliedern die Fraktion der Europäischen Konservativen und Reformer (EKR).
1973 entstand auch erstmals eine Kommunistische Fraktion im Europaparlament. Diese spaltete sich 1989 in zwei Fraktionen, von denen sich eine jedoch 1993 auflöste, nachdem ihre italienische Mitgliedspartei sich der SPE anschloss. Die verbleibende Fraktion bildete nach mehreren Namensänderungen schließlich den Kern der heutigen Europäischen Linkspartei (EL). Nach dem Beitritt von Finnland und Schweden 1995 bildeten die skandinavischen Linksparteien ein eigenes Bündnis (die Nordische Grüne Linke), das jedoch eine Fraktionsgemeinschaft mit der EL einging (Vereinte Europäische Linke/Nordische Grüne Linke).
1984 bildete sich ferner die so genannte „Regenbogen“-Fraktion zwischen den europäischen Grünen und verschiedenen Regionalparteien, die sich in der Europäischen Freien Allianz (EFA) zusammengeschlossen hatten, um sich für eine stärkere politische Dezentralisierung einzusetzen. 1989 traten die Grünen jedoch aus diesem Bündnis aus und bildeten eine eigene Fraktion. Die verbleibenden Mitglieder des „Regenbogens“ schlossen sich 1994 mit einer Gruppe französischer und italienischer linksliberaler Parteien, die sich aus der ELDR-Fraktion abgespalten hatten, zu der „Radikalen Allianz“ zusammen. 1999 zerbrach diese radikalliberale Fraktion jedoch: Während sich die Regionalparteien der EFA erneut einer gemeinsamen Fraktion mit den Grünen anschlossen (Die Grünen/Europäische Freie Allianz im Europäischen Parlament), kehrten die linksliberalen Parteien in die ELDR-Fraktion zurück.
1984 entstand auch erstmals eine rechtsextreme Fraktion im Europäischen Parlament, die Fraktion der Europäischen Rechten. Diese erwies sich jedoch als instabil, da die wechselseitigen nationalistischen Vorbehalte ihrer Mitglieder die Zusammenarbeit mit Abgeordneten der anderen Staaten erschwerten. Um sich von der supranationalen Zusammenarbeit abzusetzen und den rein pragmatischen Charakter des Bündnisses zu unterstreichen, benannte sich die Fraktion 1989 in Technische Fraktion der Europäischen Rechten um; 1994 zerbrach sie vollständig. 2007 kam es zu einem neuen Versuch zur Gründung einer rechtsextremen Fraktion unter dem Namen Identität, Tradition, Souveränität (ITS), die sich jedoch nach nur wenigen Monaten wieder auflöste. Ein erneuter Versuch zur Gründung einer Fraktion nach der Europawahl 2014 scheiterte zuerst, im Juli 2015 konnte aber die eine neue Fraktion unter dem Namen Europa der Nationen und der Freiheit (ENF) gegründet werden. Die ENF wurde nach der Europawahl 2019 aufgelöst und durch die Fraktion Identität und Demokratie (ID) ersetzt. Fünf Jahre später wurde auch die ID aufgelöst und durch die Fraktion Patrioten für Europa (PfE) ersetzt.
1994 wurde schließlich zum ersten Mal eine europaskeptische Fraktion im Europäischen Parlament gegründet, die nach mehreren Umbildungen und Namensänderungen in die Fraktion Europa der Freiheit und der direkten Demokratie (EFDD) mündete, die in der Wahlperiode 2014 bis 2019 von der britischen UKIP und der italienischen 5-Sterne-Bewegung dominiert wurde. Nachdem die kleineren Partner bei der Europawahl 2019 den Wiedereinzug ins Europäische Parlament verpasst hatten, löste sich die Fraktion auf und die Abgeordneten der aus UKIP hervorgegangenen Brexit Party sowie die Abgeordneten der 5-Sterne-Bewegung wurden fraktionslos.
Von 1979 bis 1984 sowie von 1999 bis 2001 existierten außerdem so genannte „technische“ oder „gemischte“ Fraktionen. Dies umfassten Abgeordnete verschiedener politischer Strömungen, welche sich keiner anderen Fraktion anschließen, aber dennoch nicht auf die Vorzüge des Fraktionsstatus verzichten wollten. Dies entspricht der parlamentarischen Praxis mancher europäischer Länder, ist jedoch nach der Geschäftsordnung des Europäischen Parlaments nicht gestattet. Nach einem Urteil des Europäischen Gerichtshofs wurde die Technische Fraktion der Unabhängigen Abgeordneten daher 2001 aufgelöst.
Die folgende Tabelle listet die Verteilung der Mitglieder des Europäischen Parlaments auf die Fraktionen (absolute Zahlen und Prozentangaben) seit 1979, jeweils zu Beginn und zu Ende der Legislaturperiode. In der letzten Zeile ist der aktuelle Stand aufgeführt.
| Legislatur- periode | Kommunisten/ Linke   | Kommunisten/ Linke   | Sozialdemokraten | Grüne       | Regional.   | Liberale       | Liberale       | Christdemokraten | Nationalkonservative | Nationalkonservative | Nationalkonservative | EU-Skeptiker    | Rechtsextreme | Rechtsextreme | Fraktionslose | Gesamtanzahl |
| 1979–1984           | KOM                  | KOM                  | SOZ              |             | CDI         | L              | L              | EVP              | ED                   | EDA                  | EDA                  |                 |               |               | NI            | Summe        |
| ------------------- | -------------------- | -------------------- | ---------------- | ----------- | ----------- | -------------- | -------------- | ---------------- | -------------------- | -------------------- | -------------------- | --------------- | ------------- | ------------- | ------------- | ------------ |
| 1979–1984           | 44 (10,7 %)          | 44 (10,7 %)          | 113 (27,6 %)     |             | 11 (2,7 %)  | 40 (9,8 %)     | 40 (9,8 %)     | 107 (26,1 %)     | 64 (15,6 %)          | 22 (5,4 %)           | 22 (5,4 %)           |                 |               |               | 09 (2,2 %)    | 410          |
| 1979–1984           | 48 (11,1 %)          | 48 (11,1 %)          | 124 (28,6 %)     | 12 (2,8 %)  | 38 (8,8 %)  | 38 (8,8 %)     | 117 (27,0 %)   | 63 (14,5 %)      | 22 (5,1 %)           | 22 (5,1 %)           | 10 (2,3 %)           | 434             |               |               |               |              |
| 1984–1989           | KOM                  | KOM                  | SOZ              | RBW         | RBW         | L              | L              | EVP              | ED                   | RDE                  | RDE                  |                 | ER            | ER            | NI 1          | Summe        |
| 1984–1989           | 41 (9,4 %)           | 41 (9,4 %)           | 130 (30,0 %)     | 20 (4,6 %)  | 20 (4,6 %)  | 31 (7,1 %)     | 31 (7,1 %)     | 110 (25,3 %)     | 50 (11,5 %)          | 29 (6,7 %)           | 29 (6,7 %)           |                 | 16 (3,7 %)    | 16 (3,7 %)    | 07 (1,6 %)    | 434          |
| 1984–1989           | 48 (9,3 %)           | 48 (9,3 %)           | 166 (32,0 %)     | 20 (3,9 %)  | 20 (3,9 %)  | LDR 45 (8,7 %) | LDR 45 (8,7 %) | 113 (21,8 %)     | 66 (12,7 %)          | 30 (5,8 %)           | 30 (5,8 %)           | 16 (3,1 %)      | 16 (3,1 %)    | 14 (2,7 %)    | 518           |              |
| 1989–1994           | GUE                  | CG                   | SOZ              | V           | ARC         | LDR            | LDR            | EVP              | ED                   | RDE                  | RDE                  |                 | DR            | DR            | NI            | Summe        |
| 1989–1994           | 28 (5,4 %)           | 14 (2,7 %)           | 180 (34,7 %)     | 30 (5,8 %)  | 13 (2,5 %)  | 49 (9,5 %)     | 49 (9,5 %)     | 121 (23,4 %)     | 34 (6,6 %)           | 20 (3,9 %)           | 20 (3,9 %)           |                 | 17 (3,3 %)    | 17 (3,3 %)    | 12 (2,3 %)    | 518          |
| 1989–1994           |                      | 13 (2,5 %)           | SPE 198 (38,2 %) | 27 (5,2 %)  | 14 (2,7 %)  | 45 (8,7 %)     | 45 (8,7 %)     | 162 (31,3 %)     | 162 (31,3 %)         | 20 (3,9 %)           | 20 (3,9 %)           | 12 (2,3 %)      | 12 (2,3 %)    | 27 (5,2 %)    | 518           |              |
| 1994–1999           | GUE                  | GUE                  | SPE              | G           | ERA         | ERA            | ELDR           | EVP/ED           | EVP/ED               | RDE                  | FE                   | EN              |               |               | NI            | Summe        |
| 1994–1999           | 28 (4,9 %)           | 28 (4,9 %)           | 198 (34,9 %)     | 23 (4,1 %)  | 19 (3,4 %)  | 19 (3,4 %)     | 44 (7,8 %)     | 156 (27,5 %)     | 156 (27,5 %)         | 26 (4,6 %)           | 27 (4,8 %)           | 19 (3,4 %)      |               |               | 27 (4,8 %)    | 567          |
| 1994–1999           | GUE/NGL 34 (5,4 %)   | GUE/NGL 34 (5,4 %)   | 214 (34,2 %)     | 27 (4,3 %)  | 21 (3,4 %)  | 21 (3,4 %)     | 42 (6,7 %)     | 201 (32,1 %)     | 201 (32,1 %)         | UFE 34 (5,4 %)       | UFE 34 (5,4 %)       | I-EN 15 (2,4 %) | 38 (6,1 %)    | 626           |               |              |
| 1999–2004           | GUE/NGL              | GUE/NGL              | SPE              | Grüne/EFA   | Grüne/EFA   | ELDR           | ELDR           | EVP/ED           | EVP/ED               | UEN                  | UEN                  | EDU             | TDI           | TDI           | NI            | Summe        |
| 1999–2004           | 42 (6,7 %)           | 42 (6,7 %)           | 180 (28,8 %)     | 48 (7,7 %)  | 48 (7,7 %)  | 50 (8,0 %)     | 50 (8,0 %)     | D                | D                    | 30 (4,8 %)           | 30 (4,8 %)           | 16 (2,6 %)      | 18 (2,9 %)    | 18 (2,9 %)    | 09 (1,4 %)    | 626          |
| 1999–2004           | 55 (7,0 %)           | 55 (7,0 %)           | 232 (29,4 %)     | 47 (6,0 %)  | 47 (6,0 %)  | 67 (8,5 %)     | 67 (8,5 %)     | 295 (37,4 %)     | 295 (37,4 %)         | 30 (3,8 %)           | 30 (3,8 %)           | 18 (2,3 %)      |               |               | 44 (5,6 %)    | 788          |
| 2004–2009           | GUE/NGL              | GUE/NGL              | SPE              | Grüne/EFA   | Grüne/EFA   | ALDE           | ALDE           | EVP/ED           | EVP/ED               | UEN                  | UEN                  | IND/DEM         | ITS 2         | ITS 2         | NI            | Summe        |
| 2004–2009           | 41 (5,6 %)           | 41 (5,6 %)           | 200 (27,3 %)     | 42 (5,8 %)  | 42 (5,8 %)  | 088 (12,0 %)   | 088 (12,0 %)   | 268 (36,7 %)     | 268 (36,7 %)         | 27 (3,7 %)           | 27 (3,7 %)           | 37 (5,1 %)      |               |               | 29 (4,0 %)    | 732          |
| 2004–2009           | 41 (5,2 %)           | 41 (5,2 %)           | 217 (27,6 %)     | 43 (5,5 %)  | 43 (5,5 %)  | 100 (12,7 %)   | 100 (12,7 %)   | 288 (36,7 %)     | 288 (36,7 %)         | 44 (5,6 %)           | 44 (5,6 %)           | 22 (2,8 %)      | 30 (3,8 %)    | 785           |               |              |
| 2009–2014           | GUE/NGL              | GUE/NGL              | S&D              | Grüne/EFA   | Grüne/EFA   | ALDE           | ALDE           | EVP              | EKR                  | EKR                  | EKR                  | EFD             |               |               | NI            | Summe        |
| 2009–2014           | 35 (4,8 %)           | 35 (4,8 %)           | 184 (25,0 %)     | 55 (7,5 %)  | 55 (7,5 %)  | 84 (11,4 %)    | 84 (11,4 %)    | 265 (36,0 %)     | 55 (7,5 %)           | 55 (7,5 %)           | 55 (7,5 %)           | 32 (4,4 %)      |               |               | 27 (3,7 %)    | 736          |
| 2009–2014           | 35 (4,6 %)           | 35 (4,6 %)           | 195 (25,5 %)     | 58 (7,3 %)  | 58 (7,3 %)  | 83 (10,8 %)    | 83 (10,8 %)    | 274 (35,8 %)     | 57 (7,4 %)           | 57 (7,4 %)           | 57 (7,4 %)           | 31 (4,0 %)      | 33 (4,3 %)    | 766           |               |              |
| 2014–2019           | GUE/NGL              | GUE/NGL              | S&D              | Grüne/EFA   | Grüne/EFA   | ALDE           | ALDE           | EVP              | EKR                  | EKR                  | EKR                  | EFDD 3          | ENF           | ENF           | NI            | Summe        |
| 2014–2019           | 52 (6,9 %)           | 52 (6,9 %)           | 191 (25,4 %)     | 50 (6,7 %)  | 50 (6,7 %)  | 67 (8,9 %)     | 67 (8,9 %)     | 221 (29,4 %)     | 70 (09,3 %)          | 70 (09,3 %)          | 70 (09,3 %)          | 48 (6,4 %)      |               |               | 52 (6,9 %)    | 751          |
| 2014–2019           | 52 (6,9 %)           | 52 (6,9 %)           | 187 (24,9 %)     | 52 (6,9 %)  | 52 (6,9 %)  | 69 (9,2 %)     | 69 (9,2 %)     | 216 (28,8 %)     | 77 (10,3 %)          | 77 (10,3 %)          | 77 (10,3 %)          | 42 (5,6 %)      | 36 (4,8 %)    | 36 (4,8 %)    | 20 (2,7 %)    | 751          |
| 2019–2024           | GUE/NGL              | GUE/NGL              | S&D              | Grüne/EFA   | Grüne/EFA   | RE             | RE             | EVP              | EKR                  | EKR                  | EKR                  |                 | ID            | ID            | NI            | Summe        |
| 2019–2024           | 41 (5,5 %)           | 41 (5,5 %)           | 154 (20,5 %)     | 75 (10,0 %) | 75 (10,0 %) | 108 (14,4 %)   | 108 (14,4 %)   | 182 (24,2 %)     | 62 (8,3 %)           | 62 (8,3 %)           | 62 (8,3 %)           |                 | 73 (9,7 %)    | 73 (9,7 %)    | 56 (7,5 %)    | 751          |
| 2019–2024           | Die Linke 37 (5,2 %) | Die Linke 37 (5,2 %) | 139 (19,7 %)     | 71 (10,1 %) | 71 (10,1 %) | 102 (14,5 %)   | 102 (14,5 %)   | 176 (25,0 %)     | 69 (9,8 %)           | 69 (9,8 %)           | 69 (9,8 %)           | 49 (7,0 %)      | 49 (7,0 %)    | 62 (8,8 %)    | 705           |              |
| seit 2024           | Linke                | Linke                | S&D              | Grüne/EFA   | Grüne/EFA   | RE             | RE             | EVP              | EKR                  | EKR                  | EKR                  |                 | PfE           | ESN           | NI            | Summe        |
| seit 2024           | 46 (6,4 %)           | 46 (6,4 %)           | 136 (18,9 %)     | 53 (7,4 %)  | 53 (7,4 %)  | 77 (10,7 %)    | 77 (10,7 %)    | 188 (26,1 %)     | 78 (10,8 %)          | 78 (10,8 %)          | 78 (10,8 %)          |                 | 84 (11,7 %)   | 25 (3,5 %)    | 33 (4,6 %)    | 720          |
| seit 2024           | 46 (6,4 %)           | 46 (6,4 %)           | 136 (18,9 %)     | 53 (7,4 %)  | 53 (7,4 %)  | 75 (10,4 %)    | 75 (10,4 %)    | 188 (26,1 %)     | 80 (11,1 %)          | 80 (11,1 %)          | 80 (11,1 %)          | 86 (11,9 %)     | 27 (3,8 %)    | 28 (3,9 %)    | 720           |              |